# Campionati italiani di sci alpino 2009
I Campionati italiani di sci alpino 2009 si sono svolti all'Alpe Cermis, a Pampeago e al Passo San Pellegrino dal 23 al 28 marzo. Il programma ha incluso gare di discesa libera, supergigante, slalom gigante, slalom speciale e combinata, tutte sia maschili sia femminili.
Trattandosi di competizioni valide anche ai fini del punteggio FIS, vi hanno partecipato anche sciatori di altre federazioni, senza che questo consentisse loro di concorrere al titolo nazionale italiano.

## Risultati

### Uomini

#### Discesa libera
| Pos. | Atleta             | Nazione | Tempo   |
| ---- | ------------------ | ------- | ------- |
| 1    | Stefan Thanei      | Italia  | 1:03,36 |
| 2    | Peter Fill         | Italia  | 1:03,59 |
| 3    | Werner Heel        | Italia  | 1:03,82 |
| 4    | Patrick Staudacher | Italia  | 1:03,90 |
| 5    | Dominik Paris      | Italia  | 1:04,04 |
| 6    | Kristian Ghedina   | Italia  | 1:04,15 |
| 7    | Walter Girardi     | Italia  | 1:04,40 |
| 8    | Mattia Casse       | Italia  | 1:04,49 |
| 9    | Massimo Penasa     | Italia  | 1:04,57 |
| 10   | Andy Plank         | Italia  | 1:04,75 |

Data: 25 marzo

Località: Passo San Pellegrino

#### Supergigante
| Pos. | Atleta             | Nazione | Tempo   |
| ---- | ------------------ | ------- | ------- |
| 1    | Dominik Paris      | Italia  | 1:23,68 |
| 2    | Hagen Patscheider  | Italia  | 1:23,76 |
| 3    | Patrick Staudacher | Italia  | 1:24,40 |
| 4    | Peter Fill         | Italia  | 1:24,44 |
| 5    | Werner Heel        | Italia  | 1:24,51 |
| 6    | Kurt Pittschieler  | Italia  | 1:24,53 |
| 7    | Elmar Hofer        | Italia  | 1:24,63 |
| 8    | Michael Zach       | Austria | 1:24,65 |
| 9    | Aronne Pieruz      | Italia  | 1:24,72 |
| 10   | Marco Tomasi       | Italia  | 1:24,74 |

Data: 26 marzo

Località: Passo San Pellegrino

#### Slalom gigante
| Pos. | Atleta                         | Nazione   | Tempo   |
| ---- | ------------------------------ | --------- | ------- |
| 1    | Alexander Ploner               | Italia    | 2:19,74 |
| 2    | Massimiliano Blardone          | Italia    | 2:20,21 |
| 3    | Michael Gufler                 | Italia    | 2:20,38 |
| 4    | Manfred Mölgg                  | Italia    | 2:20,90 |
| 5    | Wolfgang Hell                  | Italia    | 2:20,93 |
| 6    | Thomas Frey                    | Francia   | 2:20,99 |
| 7    | Aronne Pieruz                  | Italia    | 2:21,39 |
| 8    | Davide Simoncelli              | Italia    | 2:21,49 |
| 9    | Peter Fill                     | Italia    | 2:21,77 |
| 10   | Cristian Javier Simari Birkner | Argentina | 2:21,85 |

Data: 27 marzo

Località: Pampeago

#### Slalom speciale
| Pos. | Atleta                         | Nazione   | Tempo   |
| ---- | ------------------------------ | --------- | ------- |
| 1    | Manfred Mölgg                  | Italia    | 1:44,89 |
| 2    | Giuliano Razzoli               | Italia    | 1:45,15 |
| 3    | Patrick Thaler                 | Italia    | 1:46,23 |
| 4    | Andreas Erschbamer             | Italia    | 1:46,54 |
| 5    | Marco Verdecchia               | Italia    | 1:46,58 |
| 6    | Stefano Gross                  | Italia    | 1:46,75 |
| 7    | Lucas Senoner                  | Italia    | 1:47,35 |
| 8    | Michel Davare                  | Italia    | 1:47,75 |
| 9    | Wolfgang Hell                  | Italia    | 1:48,04 |
| 10   | Cristian Javier Simari Birkner | Argentina | 1:48,21 |

Data: 28 marzo

Località: Pampeago

#### Combinata
| Pos. | Atleta        | Nazione |
| ---- | ------------- | ------- |
| 1    | Peter Fill    | Italia  |
| 2    | Manfred Mölgg | Italia  |
| 3    | Jonas Senoner | Italia  |

Data: 25-28 marzo

Località: Pampeago, Passo San Pellegrino

Classifica stilata attraverso i piazzamenti
ottenuti in discesa libera e slalom speciale

### Donne

#### Discesa libera
| Pos. | Atleta              | Nazione | Tempo   |
| ---- | ------------------- | ------- | ------- |
| 1    | Daniela Merighetti  | Italia  | 1:06,82 |
| 2    | Lucia Recchia       | Italia  | 1:06,92 |
| 3    | Daniela Ceccarelli  | Italia  | 1:07,13 |
| 4    | Enrica Cipriani     | Italia  | 1:07,28 |
| 5    | Verena Stuffer      | Italia  | 1:07,63 |
| 6    | Nadia Fanchini      | Italia  | 1:07,82 |
| 7    | Camilla Borsotti    | Italia  | 1:08,24 |
| 8    | Wendy Siorpaes      | Italia  | 1:08,25 |
| 9    | Francesca Marsaglia | Italia  | 1:08,37 |
| 10   | Federica Brignone   | Italia  | 1:08,63 |

Data: 25 marzo

Località: Passo San Pellegrino

#### Supergigante
| Pos. | Atleta              | Nazione | Tempo   |
| ---- | ------------------- | ------- | ------- |
| 1    | Daniela Merighetti  | Italia  | 1:29,95 |
| 2    | Federica Brignone   | Italia  | 1:29,97 |
| 3    | Sara Pramstaller    | Italia  | 1:30,14 |
| 4    | Enrica Cipriani     | Italia  | 1:30,23 |
| 5    | Sabrina Fanchini    | Italia  | 1:30,28 |
| 6    | Lucia Recchia       | Italia  | 1:30,40 |
| 7    | Elena Curtoni       | Italia  | 1:30,91 |
| 8    | Karoline Trojer     | Italia  | 1:31,21 |
| 9    | Larissa Hofer       | Italia  | 1:31,22 |
| 10   | Francesca Marsaglia | Italia  | 1:31,28 |

Data: 26 marzo

Località: Passo San Pellegrino

#### Slalom gigante
| Pos. | Atleta            | Nazione  | Tempo   |
| ---- | ----------------- | -------- | ------- |
| 1    | Giulia Gianesini  | Italia   | 1:58,57 |
| 2    | Manuela Mölgg     | Italia   | 1:58,75 |
| 3    | Denise Karbon     | Italia   | 1:59,14 |
| 4    | Camilla Alfieri   | Italia   | 1:59,27 |
| 5    | Mizue Hoshi       | Giappone | 1:59,45 |
| 6    | Michelle Morik    | Austria  | 1:59,46 |
| 7    | Nicole Gius       | Italia   | 1:59,47 |
| 8    | Verena Höllbacher | Austria  | 1:59,72 |
| 8    | Michaela Nösig    | Austria  | 1:59,72 |
| 10   | Federica Brignone | Italia   | 1:59,73 |

Data: 27 marzo

Località: Alpe Cermis

#### Slalom speciale
| Pos. | Atleta             | Nazione  | Tempo   |
| ---- | ------------------ | -------- | ------- |
| 1    | Nicole Gius        | Italia   | 1:41,55 |
| 2    | Manuela Mölgg      | Italia   | 1:41,76 |
| 3    | Simone Streng      | Austria  | 1:42,29 |
| 4    | Alexandra Daum     | Austria  | 1:42,37 |
| 5    | Mizue Hoshi        | Giappone | 1:42,68 |
| 6    | Johanna Schnarf    | Italia   | 1:42,84 |
| 7    | Daniela Merighetti | Italia   | 1:43,23 |
| 8    | Karoline Trojer    | Italia   | 1:43,29 |
| 9    | Katrin Triendl     | Austria  | 1:43,30 |
| 10   | Elena Curtoni      | Italia   | 1:43,79 |

Data: 28 marzo

Località: Alpe Cermis

#### Combinata
| Pos. | Atleta             | Nazione |
| ---- | ------------------ | ------- |
| 1    | Daniela Merighetti | Italia  |
| 2    | Manuela Mölgg      | Italia  |
| 3    | Federica Brignone  | Italia  |

Data: 25-28 marzo

Località: Alpe Cermis, Passo San Pellegrino

Classifica stilata attraverso i piazzamenti
ottenuti in discesa libera e slalom speciale